# Wamalchitamia
Wamalchitamia es un género de plantas fanerógamas perteneciente a la familia de las asteráceas.   Comprende 5 especies descritas y  aceptadas.

## Taxonomía
El género fue descrito por John Lance Strother y publicado en Systematic Botany Monographs 33: 30. 1991. La especie tipo es Wamalchitamia aurantiaca (Klatt) Strother

## Especies aceptadas
A continuación se brinda un listado de las especies del género Wamalchitamia aceptadas hasta julio de 2012, ordenadas alfabéticamente. Para cada una se indica el nombre binomial seguido del autor, abreviado según las convenciones y usos.
- Wamalchitamia appressipila (S.F.Blake) Strother
- Wamalchitamia aurantiaca (Klatt) Strother
- Wamalchitamia dionysi Strother
- Wamalchitamia strigosa (DC.) Strother
- Wamalchitamia williamsii (Standl. & Steyerm.) Strother